# Emblème du Bangladesh

Emblème du Bangladesh

L'emblème national du Bangladesh a été adopté peu de temps après l'indépendance du pays, survenue en 1971. 
L'emblème représente un nénuphar entouré des deux côtés par des gerbes de riz. Au-dessus du nénuphar se trouvent quatre étoiles et un bourgeon de fleur. Le nénuphar représente les nombreuses rivières traversant le Bangladesh. Le riz est l'aliment de base des Bangladais et la culture de base du pays.